# Alfred W. Crompton
Alfred Walter Crompton (* 21. Februar 1927 in Durban) ist ein südafrikanischer Wirbeltier-Paläontologe und Zoologe.
Er studierte an der Universität Stellenbosch mit dem Bachelor-Abschluss 1947, dem Master-Abschluss 1949 und der Promotion in Zoologie 1951. Außerdem erhielt er 1953 einen Ph. D. in Paläontologie an der Universität Cambridge. 1954 bis 1956 war er Kurator für Wirbeltier-Paläontologie im Nationalen Museum von Bloemfontein und 1956 bis 1964 Direktor des South African Museum in Kapstadt und Lecturer an der Universität Kapstadt. 1964 bis 1970 war er Professor für Geologie und Biologie an der Yale University und 1970 bis 1976 Direktor des Peabody Museum of Natural History. 1970 bis 1982 war er Direktor des Museum of Comparative Zoology in Harvard und außerdem 1970 bis 1985 Professor an der Harvard University (Alexander Agassiz Professor für Zoologie), von 1985 bis zu seiner Emeritierung 2005 als Fisher Professor of Natural History.
Er befasst sich mit der Evolution von Säugetieren und Dinosauriern und der funktionellen Anatomie von Nahrungsaufnahme (Bewegung von Kiefer, Zunge, Schluckmechanismen, Zähne usw.).
1976/77 und 1983/64 war er Guggenheim Fellow. Er ist Fellow der American Academy of Arts and Sciences (1969) und der American Association for the Advancement of Science. 2011 erhielt er die Romer-Simpson-Medaille.